# Accidens
Accidens (av latin accidere) är en filosofisk term som betecknar egenskaper hos ett ting som inte är nödvändiga av tingets natur. Termen kommer från latinska översättningar av Aristoteles, och berör ontologiska beskrivningar av ting, och dess natur. Ett tings accidens kan anses stå i motsats till dess väsen eller substans, d.v.s. det som är en nödvändig del av ett tings vara, tinget i sig.

## Exempel på accidenser
- Egenskapen svart hos en bil är en accidens eftersom det inte är en av de egenskaper som definierar föremålet bil, medan egenskapen kan förflytta sig är en del av tinget bils essens.
- Egenskapen rund hos en spegel är en accidens, medan egenskapen reflekterande är en del av en spegels essens.
- För en katt är egenskapen haltar på bakbenet en accidens medan har huggtänder är en del av kattens (alla rovdjurs) essens.